# مسجد كامبونج بوتات
مسجد كامبونج بوتات يقع المسجد في منطقة كامبونج بوتات، والتي تبعد حوالي خمسة وثلاثين كيلومتر من مدينة بندر سري بكاوان عاصمة بروناي .

## البناء
تم البدء في بناء مسجد كامبونج بوتات في السادس من شهر أبريل من عام 1982، على أرض موقع تبلغ مساحته فدانين، وتم الانتهاء من البناء في الرابع من شهر يناير من عام 1983، وبلغت نفقات البناء مبلغ 120،000.00 دولار.

## الافتتاح
افتتح مسجد كامبونج بوتات رسميا من قبل يانغ أمة موليا خريج ليلى يجايا خريج الحاج يوسف بن الحاج ماريلاند، وذلك في الرابع عشر من شهر محرم من عام 1404 هـ الموافق الواحد والعشرين من شهر أكتوبر من عام 1983 .

## استيعاب المسجد
تبلغ قدرة مسجد كامبونج بوتات الاستيعابية 120 مصلي في وقت واحد .